# Алексеевка (Борский район)
Алексеевка — село в Борском районе Самарской области. Входит в состав Сельского поселения Заплавное.

## География
Село Алексеевка расположено в восточной части Самарской области, в бассейне пересекающей его реки Таволжанка.

## Палеонтология
В районе Алексеевки расположены три местонахождения искомаемых остатков тетрапод, обитавших в раннем триасовом периоде. В нижнеиндском подъярусе найдены окаменелости темноспондильной амфибии Tupilakosaurus и, возможно, рептилиоморфа Axitectum, в верхнеиндском подъярусе — темноспондила Syrtosuchus morkovini, в более молодом нижнеоленёкском подъярусе — темноспондилов бентозуха (виды Benthosuchus gusevae, B. sushkini, B. sp.) и неопределённого представителя подсемейства Syrtosuchinae.

## Население
| 2010 |
| ---- |
| 632  |

## История
Около 1815 года на правой стороне речки Сухая Таволжанка обосновался крестьянин Алексин.
1816 г. — по 7 ревизии деревня Алексеевка Бузулукского уезда Оренбургской губернии насчитывает 23 двора (50 душ мужского и 60 душ женского пола).
1834 г. — по 8 ревизии деревня Алексеевка Съезженской волости Бузулукского уезда Оренбургской губернии насчитывает 1 двор однодворца Панарина (данные только по найденной части ревизии).
1836 г. — причт деревни Алексеевки переведён из Сретенской церкви Борской крепости в Богородицкую церковь села Заплавинское.
1850 г. — по 9 ревизии деревня Алексеевка Усманской волости Бузулукского уезда Самарской губернии насчитывает 135 дворов государственных крестьян и 5 отставных солдат.
1858 г. — по 10 ревизии деревня Алексеевка Усманской волости Бузулукского уезда Самарской губернии насчитывает 133 двора государственных крестьян, 5 отставных солдат и 10 кантонистов.
21 июля 1863 г. — в селе была освящена церковь в честь Архангела Михаила. В период коллективизации и до 1968 г. здание церкви использовалось как зернохранилище, а затем было вовсе разрушено.
1872 г. — в результате плохого урожая в селе начался голод и увеличилась смертность. До конца XIX века в селе не было школы.
1896 г. — в доме священника открыта церковно-православная школа с одним классом, а через год в 1897 г. появился ещё один класс.
1899 г. — построена первая школа с тремя классами, в 1926—1927 гг. школа преобразована на начальные четыре класса.
1929 г. — образованы колхозы имени Калинина и имени Кирова (в 1953 г. объединены в колхоз им. Калинина, который стал специализироваться на разведении крупнорогатого скота) и открыта машинно-тракторная станция.
1930 г. — в церкви прекратили службу, были сняты колокола и переоборудовали святыню под зернохранилище. В 30-е годы в результате политики продразвёрстки и коллективизации в селе начался голод и увеличилась смертность (в это время многие семьи вымирали, а некоторые уезжали в Среднюю Азию или в Сибирь).
1932 г. — открыта изба-читальня и организованы детские ясли с охватом на 300 детей.
1936—1937 гг. — школа преобразована на семилетнюю (в две смены).
1941—1945 гг. — жители села вместе со всей страной воюют и работают во имя Победы.
1955 г. — построена и запущена электростанция.
1956 г. — открыты медпункт, радиоузел, и 6 ноября того же года — открыт новый клуб.
1962 г. — построено новое здание школы.
1967 г. — к 50-летию Великой Октябрьской революции в селе отлит памятник погибшим в Великой Отечественной войне односельчанам, его автором является местный житель Пушкин Николай Иванович.
19 июня 1968 г. — церковь Архангела Михаила снесена.
2 ноября 1978 г. — колхоз построил детский садик.
1980 г. — создан театральный коллектив «Завалинка», которому в 2004 г. присвоено звание «Народного самодеятельного коллектива», а с 2007 г. звание «Народного театра» (руководитель Давыдов Анатолий Иванович).
1985 г. — построено новое здание школы на 192 места.
1 января 1999 г. — детсад переведён на баланс школы и стал её подразделением (с октября 2009 г. детсад переведён в здание школы).
2001 г. — в селе открыта частная пекарня.
28 марта 2002 г. — колхоз им. Калинина признан банкротом, а 7 мая 2002 г. на его мощностях образованы СПК (сельскохозяйственный производственный кооператив) «Алексеевка» и три крестьянских фермерских хозяйств (КФХ).
2008 г. — начало строительства часовни, перешедшее в строительство церкви без разрешения владыки, которое в 2009 году было остановлено и не возобновилось.
2012 г. — установлен поклонный крест на месте разрушенной церкви Михаила Архангела, 19 сентября 2012 г. крест освящён отцом Александром (Заплавинский приход).
2013 г. — в селе построен и открыт новый мобильный медицинский пункт.
2014 г. — отремонтирован участок дороги в центре села.
28 января 2015 г. — официальное открытие новой многофункциональной спортивной площадки и Дома культуры после ремонта и реконструкции.